# آلکسی عیسی‌اف
آلکسی عیسی‌اف (ترکی آذربایجانی: Aleksey Aleksandroviç İsayev؛ زادهٔ ۹ نوامبر ۱۹۹۵) بازیکن فوتبال اهل روسیه است.
از باشگاه‌هایی که در آن بازی کرده‌است می‌توان به باشگاه فوتبال صباح و باشگاه فوتبال ینی‌سئی کراسنویارسک اشاره کرد.
وی همچنین در تیم ملی فوتبال جمهوری آذربایجان بازی کرده‌است.